# 昂格里
昂格里（法語：Angrie，法語發音：[ɑ̃ɡʁi]）是法国曼恩-卢瓦尔省的一个市镇，位于该省西部偏北，属于瑟格雷区。

## 地理
昂格里（47°34'12"N, 0°58'24"W）面积40.97 平方千米，位于法国卢瓦尔河地区大区曼恩-卢瓦尔省，该省份为法国西部内陆省份，大致对应安茹地区，北起顺时针与马耶讷省、萨尔特省、安德尔-卢瓦尔省、维埃纳省、德塞夫勒省、旺代省、大西洋卢瓦尔省和伊勒-维莱讷省接壤。
与昂格里接壤的市镇（或旧市镇、城区）包括：康代、沙兰拉波特里、阿尔戈斯河畔沙泽、卢瓦雷、安茹地区埃德尔、瓦隆德莱德尔、瓦勒代德尔欧桑斯。

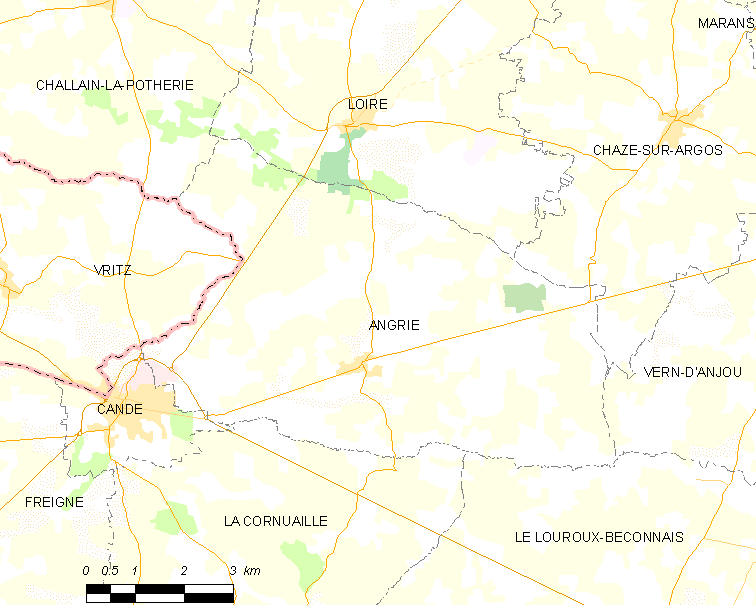
昂格里的OSM定位图

昂格里的时区为UTC+01:00、UTC+02:00（夏令时）。

## 行政
昂格里的邮政编码为49440，INSEE市镇编码为49008。

## 政治
昂格里所属的省级选区为蓝色安茹地区瑟格雷县。

## 人口

1962-2008年间昂格里人口变化图示

昂格里于2022年1月1日时的人口数量为917人。